# Charles Goldblum
Charles Goldblum, né en 1944, est un architecte urbaniste français, professeur émérite de l'Université Paris-VIII et maître de conférence à l'Institut français d'urbanisme. Il est spécialiste des politiques urbaines et des questions de développement urbain en Asie du Sud-Est.

## Biographie
Charles Goldblum est urbaniste (1967), architecte DPLG (1972), docteur en urbanisme de l’Université Paris 8 (1986)
et habilité à diriger des recherches (1997). 
Il est chercheur associé à l’IPRAUS, à l'École nationale supérieure d'architecture de Paris-Belleville, au Centre Asie du Sud-Est (CASE-LASEMA) et au Lab’Urba (Université Paris-Est). 
Il a soutenu en 1986 une thèse de doctorat intitulée Singapour : une cité-état moderne à l'épreuve de la fondation urbaine, sous la direction de Michel Coquery à l'Université Paris 8. 
Il a par la suite dirigé 22 thèses de doctorat en urbanisme et a publié plusieurs ouvrages et articles sur le sujet.

## Publications

### Ouvrages
- Vientiane. Architectures d’une capitale. Traces, formes, structures, projets., avec Sophie Clément−Charpentier, Pierre Clément, Bounleuam Sisoulath et Christian Taillard, Paris, IPRAUS, 2010.
- Spatial planning for a sustainable Singapore, avec Tai-Chee Wong et Belinda Yuen, Springer Science, 2008.
- L’expatriation dans les métropoles des régions émergentes : quelle insertion locale ?, Champs-sur-Marne, Laboratoire Théorie des mutations urbaines, 2005.
- Gouverner les villes du Sud. Défis pour la recherche et pour l’action., avec Annik Osmont et Isabel Diaz, Éditions du Ministère des Affaires étrangères, 2004.
- Villes et citadins dans la mondialisation, avec Annick Osmont, Éditions Karthala, 2003.
- Cités d’Asie, Cahiers de la recherche architecturale, Parenthèses, 1994.
- Métropoles de l’Asie du sud-est. Stratégies urbaines et politiques du logement., Paris, L’Harmattan, 1988.

### Traductions
- Henryk Grossmann, Marx, l'économie politique classique et le problème de la dynamique, préfacé par Paul Mattick, traduit de l'allemand par Charles Goldblum, éditions Champ libre, 1975.

### Articles
- Dynamique urbaine et métropolisation en Asie du Sud-Est : une perspective à partir de Bangkok et de Singapour, Annales de géographie, 2010[3].
- Les villes aux marges de la métropolisation en Asie du Sud-Est, avec Manuelle Franck, Espace géographique, 2007[4].
- Le miracle économique asiatique est-il un mirage urbain, Villes en développement, 2002.
- Les villes d’Asie du Sud-Est face aux grands projets, Villes en développement, 2002.
- Transports informels et adaptations à la métropolisation en Asie du Sud-Est, L'Information géographique, 2001.
- Situation infralégale dans la métropolisation, Urbanisme, 2001.
- Growth, crisis and spatial change: a study of haphazard urbanisation in Jakarta, Indonesia, avec Tai-Chee Wong, Land Use Policy, 2000.
- The China-Singapore Suzhou industrial park : a turnkey product of Singapore?, avec Tai-Chee Wong, Geographical Review, 2000[5].